# Wilkowice (województwo dolnośląskie)
Wilkowice – wieś w Polsce położona w województwie dolnośląskim, w powiecie wrocławskim, w gminie Żórawina.

## Nazwa
W 1295 w kronice łacińskiej Liber fundationis episcopatus Vratislaviensis miejscowość wymieniona jest jako Wilcow z informacją, że lokowano ją na prawie polskim Wilcow habet dominus prepositus Oppoliensis et est ius polonicum. W roku 1382 miejscowość wymieniono jako Wylkow.

## Historia
Fizyk Witelon od 1274 roku był kanonikiem Wrocławskiej kapituły katedralnej z nadanym przez Henryka IV Probusa uposażeniem w postaci wsi Wilkowice, co upamiętnia tablica w Żórawinie.
W latach 1975–1998 miejscowość należała administracyjnie do województwa wrocławskiego.